# 星河内谷川
星河内谷川（ほしがわうちだにかわ）は、徳島県徳島市を流れる吉野川水系の河川。園瀬川の支流。

## 概要
徳島市八万町の向寺山沿いに流れ園瀬川下流で合流する。徳島環状道路・法花トンネルの開設に伴い星河内谷川の一部を埋め立てた為、新たに設置した水路に流れを切り替えた。
橋梁は星河内谷川橋などが架かる。

## 流域の主な施設
- 徳島県立文化の森総合公園
- 国道438号